# Гринвіч (Огайо)
Гринвіч (англ. Greenwich) — селище (англ. village) в США, в окрузі Гурон штату Огайо. Населення — 1409 осіб (2020).

## Географія
Гринвіч розташований за координатами 41°1′53″ пн. ш. 82°31′8″ зх. д. / 41.03139° пн. ш. 82.51889° зх. д. (41.031358, -82.518822).  За даними Бюро перепису населення США в 2010 році селище мало площу 3,54 км², з яких 3,50 км² — суходіл та 0,04 км² — водойми. В 2017 році площа становила 4,03 км², з яких 3,93 км² — суходіл та 0,10 км² — водойми.

## Демографія
Згідно з переписом 2010 року, у селищі мешкало 1476 осіб у 570 домогосподарствах у складі 404 родин. Густота населення становила 416 осіб/км².  Було 632 помешкання (178/км²).
Расовий склад населення:
| - 99,1 % — білих - 0,4 % — азіатів - 0,2 % — чорних або афроамериканців |

До двох чи більше рас належало 0,3 %. Частка іспаномовних становила 1,1 % від усіх жителів.
За віковим діапазоном населення розподілялося таким чином: 27,6 % — особи молодші 18 років, 59,4 % — особи у віці 18—64 років, 13,0 % — особи у віці 65 років та старші. Медіана віку мешканця становила 36,1 року. На 100 осіб жіночої статі у селищі припадало 101,1 чоловіків;  на 100 жінок у віці від 18 років та старших — 96,1 чоловіків також старших 18 років.
Середній дохід на одне домашнє господарство  становив 48 001 долар США (медіана — 38 393), а середній дохід на одну сім'ю — 56 015 доларів (медіана — 43 906). За межею бідності перебувало 16,0 % осіб, у тому числі 19,9 % дітей у віці до 18 років та 5,4 % осіб у віці 65 років та старших.
Цивільне працевлаштоване населення становило 562 особи. Основні галузі зайнятості: виробництво — 34,2 %, освіта, охорона здоров'я та соціальна допомога — 18,5 %, транспорт — 11,2 %, будівництво — 10,5 %.